# 3D Kanojo: Real Girl
3D Kanojo: Real Girl (яп.  3D彼女  Сури: ди: канодзё) — японская манга, написанная и иллюстрированная Мао Нанами.

## Сюжет
Хикари Цуцуи — отаку, и он по большей части старается сторониться общественности. Однажды ему выпала неудача драить школьный бассейн на пару с Ирохой Игараси, которая показывала в себе почти всё, что он терпеть не мог в настоящих девушках. Прогульщица, не блещет хорошим поведением, без друзей, совершенно неразборчива в связях. Тем не менее она добра к Хикари и даже защищает его от тех, кто над ним издевается. Страдания и недоверие Хикари заставляют его наговорить Ирохе ужасных вещей, но она не отворачивается от него и даже предлагает стать его первой реальной 3D-девушкой! Но сможет ли он это преодолеть?

## Персонажи

### Главные герои
Хикари Цуцуи (яп. 筒井 光 Цуцуи Хикари) — ученик третьего класса старшей школы, который очень непопулярен, поскольку он, в отличие от его одноклассников, отаку. В результате он изолирует себя от любых реальных отношений. Тем не менее Хикари готов попробовать отношения с Ирохой.
Сэйю: Тэппэй Уэниси
Ироха Игараси (яп. 五十嵐色葉 Игараси Ироха) — красивая девушка (которую Ито и Аядо считают «идеальной 3D девушкой») со скверным характером. Тем не менее влюбляется в Хикари и соглашается быть его девушкой, однако сразу предупреждает, что через шесть месяцев должна уехать. Ироха добросердечная, серьёзно относится к отношениям и противостоит тем, кто дразнит Хикари. Позже выяснилось, что она имеет серьёзное заболевание мозга.
Сэйю: Ю Сэридзава

### Второстепенные персонажи
Юто Ито (яп. 伊東悠人 Ито: Ю:то) — лучший и единственный друг Хикари, носит на голове кошачьи ушки. Тоже отаку. Он поддерживает отношения Хикари и надеется, что когда-нибудь тоже сможет завести девушку.
Сэйю: Сёта Аои
Мицуя Таканаси (яп. 高梨ミツヤ Таканаси Мицуя) — популярный парень с параллели главных героев. Предлагал Ирохе встречаться, но она отказала ему ради Хикари, из-за чего Мицуя невзлюбил его. В итоге остался с Арисой.
Сэйю: Такума Тэрасима
Ариса Исино (яп. 石野ありさ Исино Ариса) — рыжая девушка из класса Хикари и Ито. Не блещет красотой, что и сама осознаёт, но добросердечна, хотя и крута характером. С первых же столкновений предлагает Мицуе встречаться, но тот долго ей отказывает. В итоге добивается своего.
Сэйю: Минами Цуда
Сумиэ Аядо (яп. 綾戸純恵 Аядо Сумиэ) — девушка в очках на год младше остальных героев. Отаку, из-за чего Ироха стала ревновать к ней Хикари. Увлекается садоводством, выращивает в школе овощи.
Сэйю: Рэйна Уэда
Эдзомити (яп. えぞみち) — любимый аниме-персонаж Хикари, девочка-волшебница, с которой он периодически мысленно общается (чем дальше, тем меньше).
Сэйю: Саяка Канда

## Медиа

### Манга
Манга выпускалась в издательстве Kodansha с июля 2011 года по май 2016 года, была собрана в двенадцать танкобонов, выпущенных в период с декабря 2011 года по август 2016 года. Манга издавалась на английском языке компанией Kodansha USA с мая 2017 года по январь 2018 года.

### Аниме и фильм
Аниме-адаптация была анонсирована в ноябре 2017 года. За экранизацию взялись режиссёр-постановщик Такаси Наоя и сценаристка Акао Дэко, художницей по персонажам стала Сатоми Курита. Премьера сериала, снятого студией Hoods Entertainment, состоялась 4 апреля 2018 года, в блоке AnichU на телеканале NTV, второй сезон, снятый тем же составом и вышедший в том же блоке, транслировался с января по март 2019 года. В начале 2018 года был анонсирован полнометражный фильм режиссёра Цутому Ханабусы и Warner Bros..